# Сьор-Трьонелаг
Сьор-Трьонелаг е фюлке (област) в Норвегия. Населението е 284 773 жители (2008 г.), а има площ от 18 848 кв. км. Намира се в часова зона UTC+1, а лятното часово време е по UTC+2. Областта носи това име от 1919 г. Административен център е град Тронхайм. В религиозно отношение/или липса на такова жителите са: 86,79% християни, 11,99% други/атеисти, и 1,22% други религиозни. Във фюлкето има 6 населени места със статут на град.